# Königsberger Straße 48

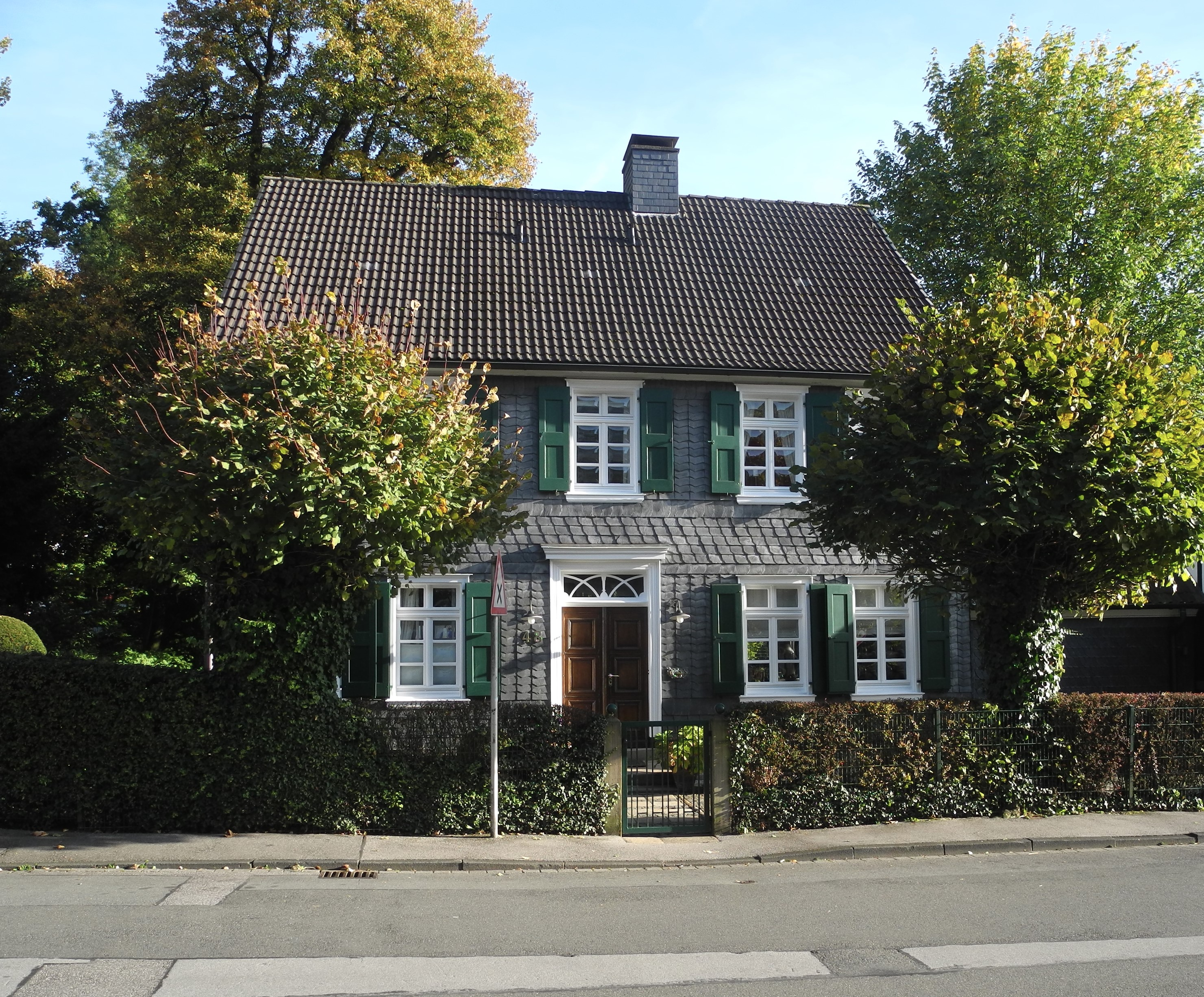
Das Wohnhaus Königsberger Straße 48 in Voerde

Das Wohnhaus Königsberger Straße 48 ist ein denkmalgeschütztes Fachwerkhaus im Ennepetaler Ortsteil Voerde. Das Gebäude wurde zu Beginn des 19. Jahrhunderts errichtet.

## Beschreibung
Das zweigeschossige Fachwerkhaus mit Schieferdeckung und Satteldach besitzt zur Straße hin ein Untergeschoss aus Bruchsteinen. Fünf Fensterachsen mit original erhaltenen Holzsprossenfenstern, teilweise mit Schlagläden in Bergisch-Grün, und ein zentraler Hauseingang mit Eichentür, Holzverdachung und Oberlicht sind Teil der repräsentativen Frontfassade. Nach Westen hin wurde das Gebäude in moderner, aber stilistisch angepasster Formensprache erweitert.
Das Gebäude bildet zusammen mit dem benachbarten Wohnhaus Effeystraße 6 ein Denkmalensemble.